# Araceli
Araceli es un nombre del género femenino cuya etimología proviene del latín Ara cœli: Altar del cielo.

## Etimología
- Ara: significa al Altar. La piedra situada en el centro del altar porque es más pesada que una y se rezaba y se demostraba, a través de las ofrendas, para la prosperidad.

- Cœli: en latín Cælum significa cielo; los romanos consideraban al cielo como la morada de los dioses y por tanto el Ara Cæli era la piedra que permitía a los hombres comunicarse con lo sobrenatural.

- El nombre de mujer proviene de una advocación mariana: a la Virgen de Araceli se le rinde culto en la ciudad cordobesa de Lucena (España), con hermandades filiales en Córdoba, Málaga, Sevilla, Madrid, etc.

También es copatrona de Roma (Italia), de donde proviene la imagen que se venera en Lucena. A veces se puede encontrar escrito con 'Y': Aracely.
- Datos: Q3621194
- Multimedia: Araceli (given name) / Q3621194